# Moeda falsa
Moeda falsa é um crime contra a fé pública previsto no artigo 289 do Código Penal Brasileiro, que estabelece a pena de 3 a 12 anos de reclusão, além de multa, para quem falsificar moeda metálica ou papel-moeda de curso legal no Brasil ou no exterior, fabricando-a ou alterando-a.
Embora o nome dado ao crime seja "moeda falsa", dificilmente se tem notícias de moedas metálicas falsificadas, ocorrendo geralmente a falsificação de notas de papel-moeda, principalmente as de maior valor.